# ميسر (مسمى وظيفي)

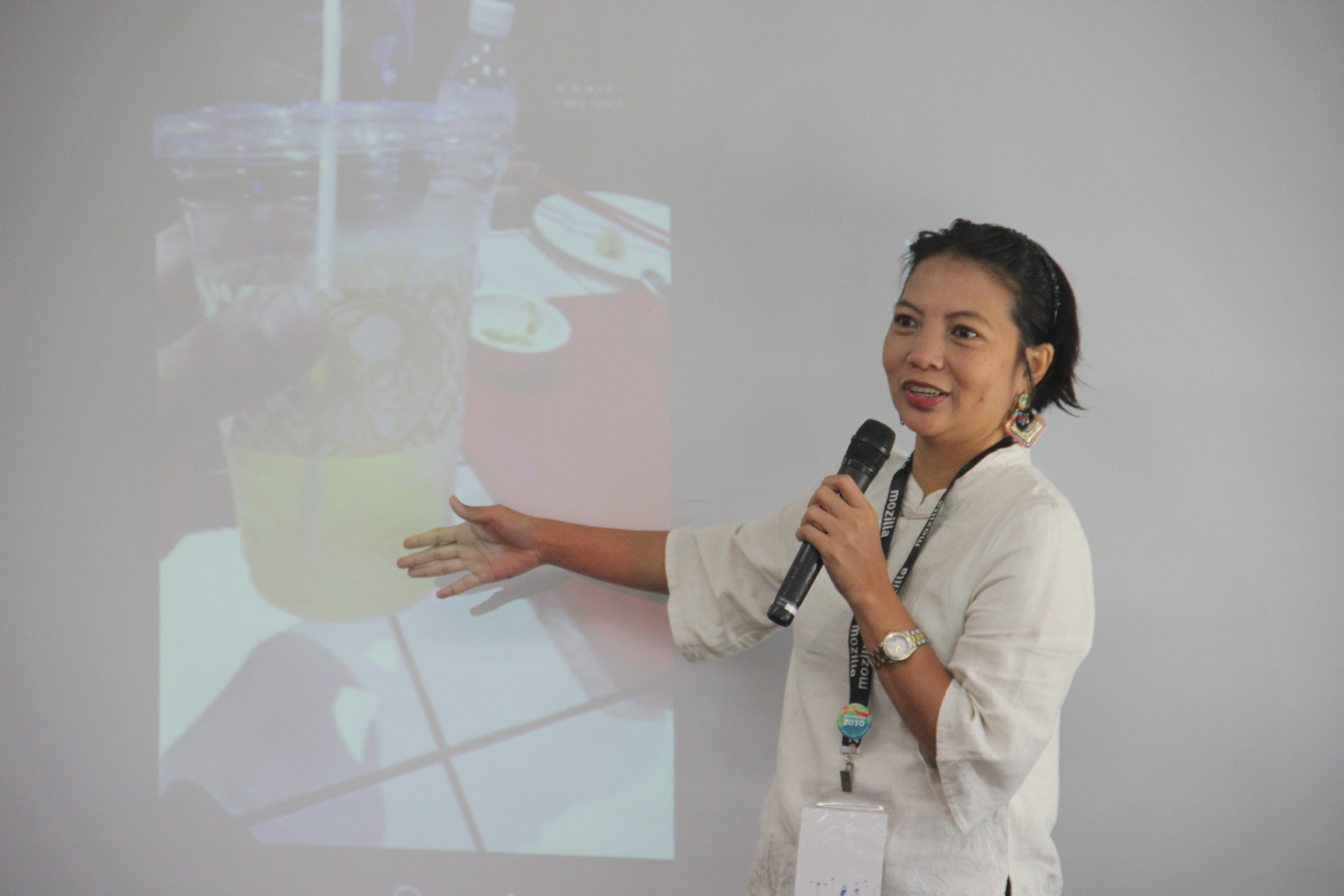
ميسرة تقود المناقشة في اجتماع القمة.

الميسر (بالإنجليزية: Facilitator)‏ هو الشخص الذي يساعد مجموعة من الأشخاص على العمل معًا بشكل أفضل، وفهم أهدافهم المشتركة، والتخطيط لكيفية تحقيق هذه الأهداف، أثناء الاجتماعات أو المناقشات. عند القيام بذلك، يظل الميسر "محايدًا"، مما يعني أنه لا يتخذ موقفًا معينًا في المناقشة. ستحاول بعض أدوات الميسر مساعدة المجموعة في تحقيق توافق في الآراء بشأن أي خلافات موجودة مسبقًا أو تظهر في الاجتماع بحيث يكون لديها أساس متين للعمل المستقبلي.